# 4 Ursae Minoris
4 Ursae Minoris, som är stjärnans Flamsteed-beteckning, är en dubbelstjärna i den östra delen av stjärnbilden Lilla björnen. Den har en kombinerad skenbar magnitud på ca 4,80 och är svagt synlig för blotta ögat där ljusföroreningar ej förekommer. Baserat på parallaxmätning inom Hipparcosuppdraget på ca 7,1 mas, beräknas den befinna sig på ett avstånd på ca 460 ljusår (ca 140 parsek) från solen. Den rör sig bort från solen med en heliocentrisk radialhastighet av ca 6 km/s.

## Egenskaper
Primärstjärnan 4 Ursae Minoris A är en orange till röd jättestjärna av spektralklass K3- IIIb Fe-0.5, som har förbrukat förrådet av väte i dess kärna och expanderat bort från huvudserien. Suffixnoten anger att dess spektrum visar underskott av järn för denna typ av stjärna. Den har en radie som är ca 28 solradier och utsänder ca 437 gånger mera energi än solen från dess fotosfär vid en effektiv temperatur på ca 4 200 K.
4 Ursae Minoris är en enkelsidig spektroskopisk dubbelstjärna med en omloppsperiod på 1,66 år och en excentricitet på 0,14.